# 수련 (1919년)
수련(영어: Water Lilies)은 프랑스의 인상파 화가 클로드 모네가 1919년에 그린 작품으로, 수련 연작의 하나로서 그려진 작품이다. 한 쌍의 그림 가운데 왼쪽 패널을 차지하는 그림으로, 모네의 프랑스 생가에 있는 연못 풍경을 묘사하고 있다. 현재 뉴욕 메트로폴리탄 미술관에 전시되어 있다.
모네의 대형화 중 하나로, 수면에 반사된 일몰의 아름다움을 표현하고 있다. 이 그림이 그려진 1919년 클로드 모네는 이미 거의 70년간 그림을 그려온 원로 화가였다. 모네의 말년을 장식하는 수련 연작은 모네 생가의 연못과 다리, 정원의 수련을 보고 그린 것이 배경이다.

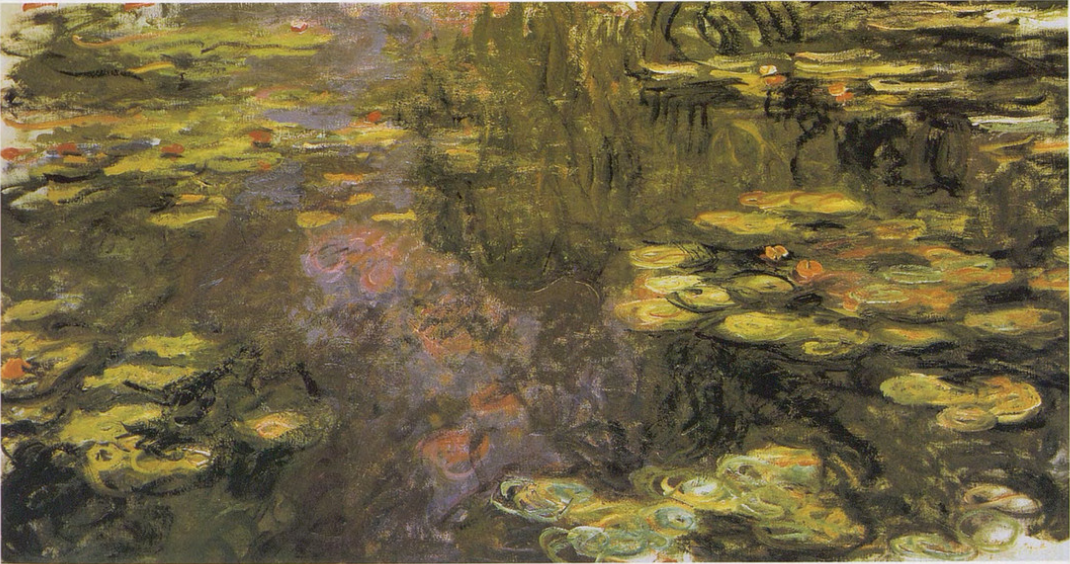
오른쪽 패널

## 같이 보기
- 클로드 모네의 작품 목록